# 迪弗盧尼 (加利福尼亞州)
迪弗盧尼（英語：D Flourney）是位於美國加利福尼亞州莫多克縣的一個非建制地區。該地的面積和人口皆未知。

## 地理
迪弗盧尼的座標為41°14′24″N 120°31′57″W / 41.24000°N 120.53250°W，而該地的平均海拔高度為1341米（即4400英尺）。